# 宮城洋一郎
宮城 洋一郎（みやぎ よういちろう、1947年11月 - ）は、日本の仏教史・社会福祉学者。専門は日本仏教史。また、近年は社会福祉事業史にも取り組む。皇學館大学名誉教授・種智院大学特任教授。

## 来歴
北海道生まれ。1971年に龍谷大学文学部史学科を卒業、1976年に同大学院文学研究科博士課程を満期退学。以後、1986年から種智院大学助教授、1993年から同教授、1997年まで務めた。同年、「日本仏教救済事業史研究」により、佛教大学より博士（社会学）の学位を取得。同年、皇學館大学文学部教授となり、1998年から同大学社会福祉学部教授。2015年より種智院大学社会福祉学科教授。

## 著書

### 単著
- 『日本古代仏教運動史研究』永田文昌堂、1985年
- 『日本仏教救済事業史研究』永田文昌堂、1993年
- 『密教の社会的実践に関する研究』永田文昌堂、1993年
- 『宗教と福祉の歴史研究 古代・中世と近現代』法藏館 2013

### 編著
- 『近代福祉法制大全』全12冊（桑原洋子と共編） 港の人、1999年～
- 『奈良仏教の地方的展開』（根本誠二と共編） 岩田書院、2002年

### 共著
- 『意識調査が問いかけるもの～今、ここにある現実をどう見るか～』奥田均,森実共著　反差別・人権研究所みえ、2007

### 論文
- CiNii>宮城洋一郎
- INBUDS>宮城洋一郎